# Pedro Agualimpia
Pedro Ángel Agualimpia Lemus (* 30. März 1997) ist ein kolumbianischer Leichtathlet, der sich auf den Sprinz spezialisiert hat. 2025 wurde er Südamerikameister in der 4-mal-100-Meter-Staffel.

## Sportliche Laufbahn
Erste internationale Erfahrungen sammelte Pedro Agualimpia im Jahr 2025, als er bei den Südamerikameisterschaften in Mar del Plata im Vorlauf der 4-mal-100-Meter-Staffel zum Einsatz kam und damit zum Gewinn der Goldmedaille beitrug.

## Persönliche Bestleistungen
- 100 Meter: 10,34 s (+1,5 m/s), 14. März 2025 in Bogotá